# Шёнеберг (Хунсрюк)
Шёнеберг (нем. Schöneberg) — община в Германии, в земле Рейнланд-Пфальц.
Входит в состав района Бад-Кройцнах. Подчиняется управлению Штромберг. Население составляет 630 человек (на 31 декабря 2010 года). Занимает площадь 7,13 км².